# Jökulsárgljúfur-Nationalpark
Der Jökulsárgljúfur-Nationalpark liegt im Norden Islands am westlich des Flusses Jökulsá á Fjöllum und erstreckt sich von der hufeisenförmigen Schlucht Ásbyrgi im Norden bis zum mächtigsten Wasserfall Europas, dem Dettifoss, im Süden. Der Südteil wurde 1973 eingerichtet, der nördliche Bereich um Ásbyrgi kam 1978 dazu.
Seit der Gründung des Vatnajökull-Nationalparks am 7. Juni 2008 gehört er zu diesem.

## Sehenswürdigkeiten

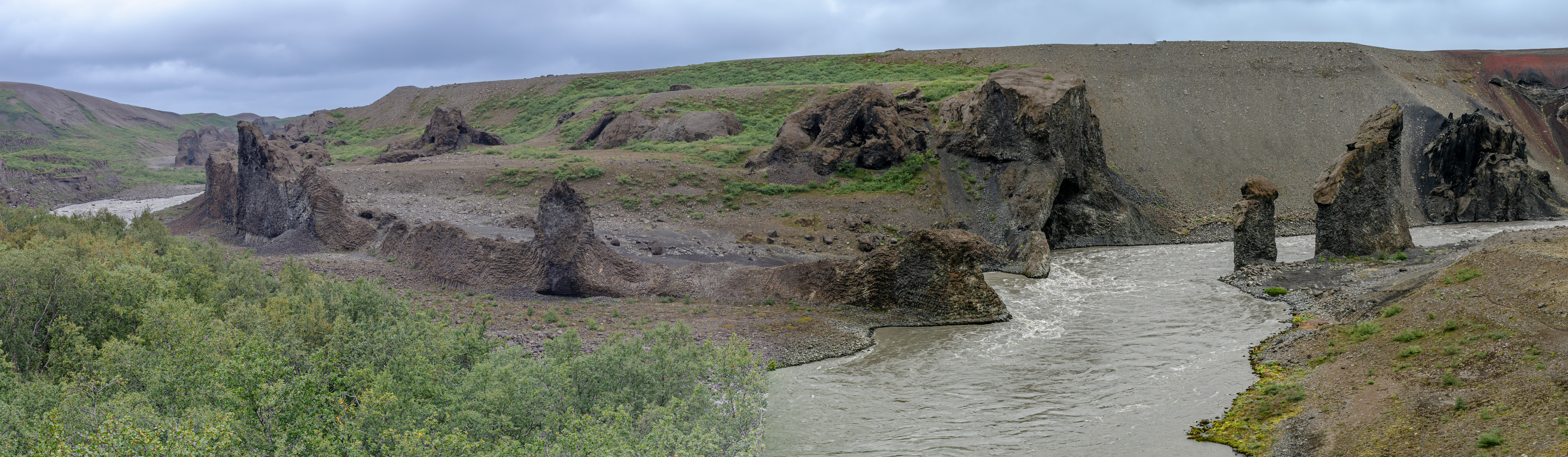
Felsformationen im Vesturdalur (rechts Karl og Kerling)

Der Nationalpark fasziniert südlich von Ásbyrgi durch ein bizarres System von Schluchten mit sehr markanten vulkanischen Bergen. Vor ca. 8.000 Jahren ist direkt unter dem mächtigen Fluss ein Vulkan ausgebrochen. Das Zusammentreffen von Feuer, Gasen und Wasser führte zu ungeheuren Explosionen, die die Berge der Umgebung teilweise regelrecht zerrissen. Die Gegend wird als Hljóðaklettar (Echofelsen) bezeichnet.
Andererseits findet man aber auch schöne Lavarosetten oder Formen, die phantasievolle Namen wie Karl og Kerling (Mann und Frau) tragen oder Kirkjan (Kirche). Der höchste Berg im weiten Umkreis ist der Rauðhólar.
Weiter südlich schließt sich die mächtige Schlucht Hafragilsundirlendi an, deren Wände teilweise über 100 m hoch sind. Der durch die mitgeführten Schwebteilchen grau gefärbte Gletscherfluss Jökulsá á Fjöllum hat hier zahlreiche Frischwasserzuflüsse, die ein beeindruckendes Farbspiel verursachen, wenn sie mit den grauen Wassermassen zusammentreffen.

### Wissenschaftliche Beiträge
- Steffen Bender, LMU, u. a., Kombinierte Herkunftsbestimmung der Wasser der Jökulsá á Fjöllum  (PDF-Datei, 660 kB) (Springer-Link)
- Off. Website des Nationalparks (englisch; PDF; 261 kB)

### Andere
- Die Echofelsen im Jökulsárgljúfur-Nationalpark